# TBSテックス
株式会社TBSテックス（ティービーエステックス、英: TBS TEX Co.,ltd.、T-TEX）は、かつて存在したテレビ技術を専門とする総合技術プロダクションである。TBSホールディングス100%出資の連結子会社だった。
2021年4月1日（令和3年）付で、株式会社東通など12社と共に株式会社TBSアクトへ吸収合併され、解散した。

## 概要
2012年10月1日に、株式会社プロカムと株式会社赤坂ビデオセンターが合併し、設立された。
2020年（令和2年）4月1日からは、開局70周年を控え、TBSのグループ会社で用いるコーポレートロゴを一新。それに伴い、放送局ロゴと企業ロゴが新ロゴをベースとする青色の「TBSテックス」ロゴに変更。

2020年4月から併用されるTBSグループ共通の新ロゴ

2021年4月1日（令和3年）付で、株式会社東通など12社と共に株式会社TBSアクトへ吸収合併され、解散した。TBSテックスが手がけていた業務はTBSアクトプロダクション本部が継承した。

## 主な事業
- TBS系の報道・スポーツニュースの取材技術。
- 同上系全般番組のスタジオ・ENG・中継業務の製作技術。
- 編集技術（VTR編集・オフライン編集・ノンリニア編集）・MA業務のポストプロダクション。

## 現業本部
TBSテレビ系列およびJNN（地上波）とBS-TBS（BS放送）とTBS NEWS（CS放送）のスタジオ技術・取材技術・ポスプロを用いて事業を行っている。

凡例
太字：会社解散後も引き続き、現在放映中また継続中（特番の場合）の番組。
合併前の制作会社
P：プロカム
A：赤坂ビデオセンター
S：スタジオ技術担当。
取：取材技術担当。
編：編集・MA担当。
特に記述がない場合はTBSテレビで放送。

### テレビ番組
（凡例）太字：会社解散後も現在放映中また継続中（特番の場合）の番組、※特に記述がない場合はTBSで放送。